# György Kurtág
György Kurtág ([ˈɟørɟ ˈkurtaːɡ] Lugoj, Rumania, 19 de febrero de 1926) es un compositor húngaro de música clásica contemporánea. 

## Biografía
György nació en Lugoj, Rumanía, no lejos del lugar de nacimiento de su colega húngaro György Ligeti. Ambos, jóvenes compositores, esperaban estudiar con Béla Bartók en Budapest a partir del año 1945, pero Bartók murió en Estados Unidos antes de su regreso. Este hecho llevó a Kurtág a iniciar estudios de piano, composición y música de cámara con otros profesores de la Academia de Música de Budapest. Allí también estudiaba la pianista Márta Kinsker (luego Kurtág), con quien se casó en 1947; su hijo György nació en 1954. Entre sus primeras obras destacó una Cantata coreana que expresaba su solidaridad con los coreanos del norte en la guerra de Corea contra los Estados Unidos. Ya cumplidos los treinta y tres años comenzó a colocar números de opus a sus obras.
A inicios de los años 1950 el régimen estalinista en Hungría proscribió las últimas obras de Bartók, y su música se convirtió inmediatamente en una forma de reunión para los artistas que creaban un soporte contra el autoritarismo. También en Hungría fueron prohibidos, hasta mediados de los años cincuenta, la música de Arnold Schönberg, y la obra de los periodos medio y último de Stravinski. Para escapar de esta camisa de fuerza creativa, Kurtág se trasladó a París en 1957 y así poder estudiar música con Olivier Messiaen, Darius Milhaud y Max Deutsch. También tuvo consultas con la psicóloga del arte húngara Marianne Stein, y sus consejos serían muy influyentes en su futuro desarrollo. Mientras estaba en París escribió su primer Cuarteto de cuerdas, otorgándole el 'Opus 1' para así marcar un quiebro decisivo en sus composiciones hasta la fecha. Regresó a Budapest en 1958, haciendo un alto durante unos días en Colonia, donde oyó por primera vez grabaciones de la reciente Gruppen de Stockhausen y la música electrónica de Ligeti. Esta experiencia también sería importante en la formulación de su nueva voz compositiva.
Kurtág fue contratado como profesor de piano en la Academia Ferenc Liszt de Budapest en 1967, y poco después ejerció como profesor de música de cámara. Se retiró oficialmente de la Academia en 1986. Durante ese tiempo entre sus alumnos estuvieron pianistas de renombre como András Schiff y Zoltán Kocsis. Entre 1993 y 1995 Kurtág fue compositor residente de la Filarmónica de Berlín, donde escribió su op. 33 Στηλη (Stele) (Efigie) para orquesta sinfónica. 
Ha obtenido numerosos premios y distinciones, entre ellos el Premio de Composición Musical Príncipe Pierre de Mónaco, concedido el año 1992 por sus obras op. 27 y op. 29 (n°3 Grabstein für Stefan). En el año 2006 obtuvo el Premio Grawemeyer de Composición por su obra ...Concertante... para violín, viola y orquesta, mientras que en 2009 el Festival Internacional de Música Contemporánea de la Bienal de Venecia le concedió el León de Oro como reconocimiento a su carrera, y ya en 2013 recibió la Medalla de Oro de la Royal Philharmonic Society.
Ha sido galardonado con el Premio Fundación BBVA Fronteras del Conocimiento 2014 en la categoría de Música Contemporánea. El acta del jurado destacó que su obra se caracteriza por “una intensidad expresiva única”. Y continúa: “La dimensión innovadora de su música no está vinculada al material que utiliza, sino a su alma, a la autenticidad de su lenguaje, a su manera de traspasar las fronteras entre espontaneidad y reflexión, entre formalización y expresión”.
En 2024 fue galardonado con el Premio Wolf en Artes.

## Estilo
El lenguaje musical de György Kurtág es bastante individual, pero refleja la influencia de los grandes maestros Johann Sebastian Bach, Béla Bartók, Alban Berg, Beethoven y Olivier Messiaen. El crisol en que se ha forjado la música de Kurtág se extiende desde Guillaume de Machaut, cuya música transcribió para piano, pasando por la arquitectura gótica francesa a las obras teatrales de Samuel Beckett, las novelas de Dostoyevski y los escritos de Goethe. Kurtág habla rumano, húngaro, alemán, francés, ruso, griego antiguo e inglés, y sus habilidades lingüísticas son evidentes en los textos que ha musicalizado, entre ellos los de Blok, Safo, Hölderlin y Kafka.
Muchas de las composiciones de Kurtág son para grupos de cámara. Messages of the late Miss R.V. Troussova Op. 17 para soprano y conjunto de cámara (sobre poemas de Rimma Dalos) se estrenó en París en 1981 y establecieron su reputación, mientras que su anterior concierto de cámara Refranes de Péter Bornemisza para soprano y piano también se interpreta con frecuencia. Su Quasi una fantasía... Op. 27 n.º 1, estrenado en 1988, fue una de las primeras obras en la que explotó los efectos espaciales, un interés que data de su encuentro con Gruppen en 1958. Más recientemente Kurtág ha escrito para las fuerzas sinfónicas, y entre los defensores más grandes de sus obras se encuentra Simon Rattle, que programó su Grabstein für Stephan - Stele, que rodea al público con los instrumentos, junto a la Sinfonía nº 2 de Mahler en un concierto sumamente aclamado en colaboración con la Filarmónica de Viena en 1999 en el Festival de Salzburgo. Grabstein für Stephan, una elegía para el cantante, esposo de la profesora de psicología Marianne Stein. La sinfonía Stele es otra de sus grandes obras, intensamente poética. Empieza con un acorde beethoveniano que comienza luego a deformarse en un efecto de extrañamiento gótico y sombrío realmente estremecedor. Termina con una larga repetición de un acorde de la dominante de Do mayor.
La música de Kurtág es publicada por Editio Musica Budapest.

## Obras (Selección)
- op. 1 Cuarteto de cuerdas nº 1
- op. 2 Quinteto de vientos
- op. 3 Ocho piezas para piano
- op. 4 Ocho dúos para violín y cimbalom
- op. 5 Signos, juegos y mensajes para viola
- op. 6c Splinters para cimbalom
- op. 6d Splinters para piano
- op. 12 S. K. Remembrance Noise para soprano y violín
- op. 13 Hommage a András Mihály para cuarteto de cuerdas
- op. 14d Bagatelas para flauta, contrabajo y piano
- op. 15b La pequeña prédica para piccolo, trombón y guitarra
- op. 16 Omaggio a Luigi Nono (sobre poemas de A. Ajmátova y R. Dalos) para coro mixto
- op. 17 Messages of the Late R. V. Troussova para soprano y grupo de cámara
- op. 20 Fragmentos de Attila József para soprano
- op. 27/1 ... quasi una fantasia ... para piano y grupo de cámara
- op. 33 Stele para orquesta
- op. 44 6 Moments Musicaux para cuarteto de cuerdas
- op. 47 Brefs messages para conjunto de cámara
- Games (Játékok) 8 Volúmenes.